# Issay Dobrowen
Issay Aleksandrovitsj Dobrowen, född den 27 februari 1894 i Nizjnij Novgorod, Kejsardömet Ryssland, död den 9 december 1953 i Oslo, var en norsk dirigent, kompositör och regissör av rysk härkomst.

## Biografi
Dobrowen föddes som Itschok Zorachovitsj Barabeitsjik i en familj med små ekonomiska omständigheter och blev därför bortadopterad till sin mors styvfar och fick namnet Dobrowel. Namnet ändrades under hans studietid till Dobrowejn och efter att han emigrerat 1922 var han känd under namnet Issay Dobrowen.
Redan som 4-åring framträdde han offentligt med pianospel, vilket han senare studerade vid musikkonservatoriet i Moskva, liksom komposition. Han betraktades som en av de bästa pianoeleverna och fick guldmedalj i piano när han tog examen 1911. I Moskva var Dobrowen verksam som pianist och kompositör av skådespelsmusik för Konstantin Stanislavskij Art Theatre, som några år tidigare hade blivit känd för sina uppsättningar av Anton Tjechovs dramer. Han var 1917-1922 professor i pianospel vid musikkonservatoriet i Moskva och 1919-1922 dirigent vid operan. 
Han emigrerade 1922 till Dresden, där han inledde ett framgångsrikt engagemang vid Semperoper och satte upp Musorgskijs Boris Godunov för första gången i Tyskland. Från 1924 var han förste kapellmästare vid Grosse Volksoper i Berlin, 1927-1928 ledare för den bulgariska statsoperan i Sofia och konstnärlig ledare för Filharmonisk Selskaps orkester i Oslo 1927-1930. Han blev norsk medborgare 1929.  Dabrowen var fast dirigent vid San Francisco Symphony Orchestra 1930-1935 och dirigent vid Göteborgs orkesterförening 1939-1953 och från 1941 även permanent gästdirigent vid Kungliga Teatern. Förutom de fasta engagemangen hade han en omfattande konsertverksamhet i Europa och USA. 
Efter den tyska invasionen i Norge 1940, emigrerade familjen för tredje gången, den här gången till Sverige. Under andra världskriget arbetade han uteslutande med svenska orkestrar och satte upp ett antal operor. Ingmar Bergman har berättat att Dobrowens iscensättning gjorde ett djupt intryck på honom.
Dobrowen stannade i Stockholm efter kriget, men kunde återuppta sin internationella karriär. Bland annat gjorde han ett antal inspelningar med Walter Legges nybildade Philharmonia Orchestra redan 1945. Under åren 1946 till 1952 spelade han in 20 timmar musik för HMV. Han dirigerade symfonikonsertrar och fortsatte att iscensätta operor och var särskilt känd som expert på rysk musik. År 1949 tog han initiativ till uppsättning av en serie ryska operor på La Scala, där han var både regissör och dirigent.
Han har tonsatt bland annat operan 1001 natt, scenmusik, en pianokonsert, en violinkonsert, tre pianosonater, två violinsonater, piano- och violinstycken samt sånger och körarrangemang.